# Ismail Elfath
Ismail Elfath (Casablanca, Marruecos, 3 de marzo de 1982) es un árbitro de fútbol estadounidense de origen marroquí. Es internacional desde 2016 y arbitra en la Major League Soccer.

## Torneos de selecciones
Ha arbitrado en los siguientes torneos de selecciones nacionales:
- Campeonato Sub-20 de la Concacaf de 2017
- Campeonato Sub-20 de la Concacaf de 2018
- Campeonato Sub-17 de la Concacaf de 2019
- Copa Mundial de Fútbol Sub-20 de 2019
- Copa de Oro de la Concacaf 2019
- Liga de Naciones de la Concacaf 2019-20
- Juegos Olímpicos 2020
- Copa de Oro de la Concacaf 2021
- Clasificación de Concacaf para la Copa Mundial de 2022
- Copa Mundial de Fútbol de 2022
- Liga de Naciones de la Concacaf 2022-23

## Torneos de clubes
Ha arbitrado en los siguientes torneos de clubes:
- Major League Soccer
- Liga Profesional Saudí
- Liga Concacaf
- Copa Centroamericana de Concacaf
- Liga de Campeones de la Concacaf